# Ark (Band)
Ark (oft auch ARK; dt.: „Arche“) war eine norwegische Progressive-Metal-Band aus Toten, die im Jahr 1990 gegründet, 2002 getrennt, 2009 wiedervereint und 2011 erneut aufgelöst wurde.

## Geschichte
Die Band wurde im Jahr 1990 von John Macaluso, Schlagzeuger der Band TNT, und Tore Østby, Gitarrist der Band Conception, gegründet. Als Sänger kam kurze Zeit später Jørn Lande zur Gruppe. Ihr selbstbetiteltes Debütalbum veröffentlichten sie im Jahr 1999.
Für das zweite Album begab sich die Band in die Area 51 Studios, wo sie das Album Burn the Sun unter der Leitung von Tommy Newton aufnahmen. Als Bassist war dabei Randy Coven (Steve Vai, Steve Morse) und als Keyboarder Mats Olausson (Yngwie Malmsteen) zu hören. Das Album wurde im Jahr 2001 über InsideOut Music veröffentlicht. Im Jahr 2002 trennte sich die Band, fand im Jahr 2009 kurzzeitig wieder zusammen, bis sie sich im Jahr 2011 endgültig auflöste. Mats Olausson wurde am 19. Februar 2015 tot in einem Hotel in Rayong aufgefunden.

## Stil
Die Band spielt klassischen, technisch anspruchsvollen Progressive Metal, wobei der Gesang von Jørn Lande besonders markant ist.
Die Titel The Hunchback of Notre Dame vom Album Ark und Just a Little vom Album Burn the Sun weisen unverkennbare Flamenco-Elemente auf.
Tore Østby erklärte gleichermaßen den Bandnamen und die stilistische Offenheit: „So wie Noah alle möglichen Tierarten auf seine Arche verfrachtete, verarbeiten wir alle musikalischen Stile, die uns gefallen, in unserem Sound.“

## Diskografie
- Ark (Album, 1999, InsideOut Music)
- Burn the Sun (Album, 2001, InsideOut Music)